# Подшибякин, Михаил Яковлевич
Михаил Яковлевич Подшибякин (1916—1960) — майор Советской Армии, участник Великой Отечественной войны, Герой Советского Союза (1944).

## Биография
Михаил Подшибякин родился 5 июня 1916 года в деревне Малая Шишовка (ныне — Воловский район Тульской области). После окончания неполной средней школы работал в колхозе. В 1937 году Подшибякин был призван на службу в Рабоче-крестьянскую Красную Армию. В 1939 году он окончил курсы усовершенствования командного состава. Участвовал в боях советско-финской войны. С апреля 1942 года — на фронтах Великой Отечественной войны.
К сентябрю 1943 года старший лейтенант Михаил Подшибякин командовал батареей 372-го стрелкового полка 218-й стрелковой дивизии 47-й армии Воронежского фронта. Отличился во время битвы за Днепр. 29 сентября 1943 года батарея Подшибякина в составе передовой группы переправилась через Днепр в районе села Пекари Каневского района Черкасской области Украинской ССР и принял активное участие в боях за захват и удержание плацдарма на его западном берегу, отразив большое количество немецких контратак. В тех боях батарея уничтожила 3 вражеских танка, один из них, лично встав за орудие, подбил Подшибякин. Сам он был ранен, но продолжал сражаться.
Указом Президиума Верховного Совета СССР от 3 июня 1944 года за «мужество, отвагу и героизм, проявленные в борьбе с немецкими захватчиками» старший лейтенант Михаил Подшибякин был удостоен высокого звания Героя Советского Союза с вручением ордена Ленина и медали «Золотая Звезда» за номером 3898.
После окончания войны Подшибякин продолжил службу в Советской Армии. В 1946 году он окончил Высшую офицерскую артиллерийскую школу. В 1960 году в звании майора Подшибякин был уволен в запас. Проживал и работал в Богородицке. Скончался 20 июля 1967 года.
Был также награждён тремя орденами Красной Звезды и рядом медалей.